# Segnale di progressiva chilometrica

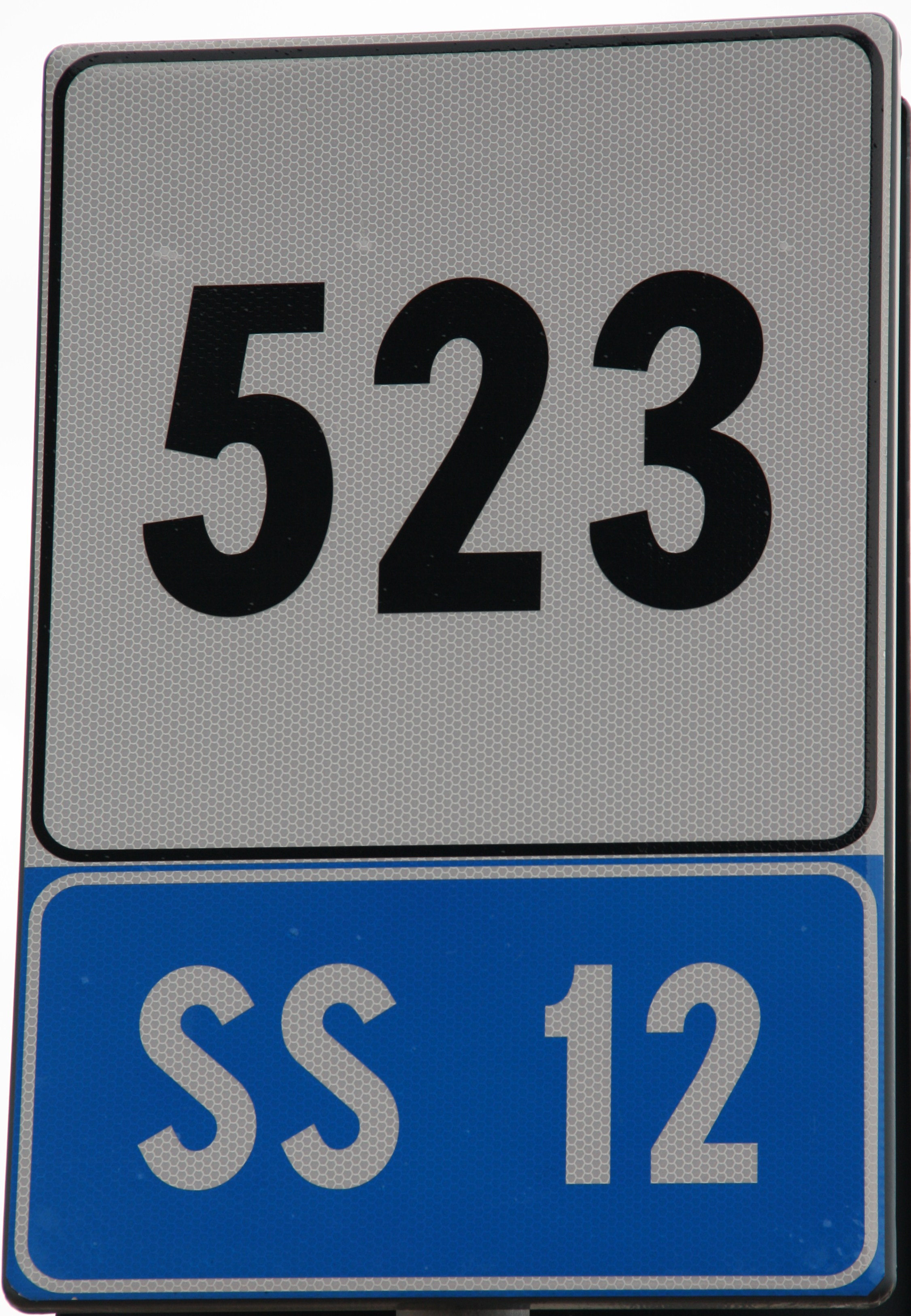
Segnale di progressività chilometrica

I segnali di progressiva chilometrica sono segnali stradali utilizzati in Italia che scandiscono i chilometri dall'inizio di una strada. Se la strada viene percorsa dalla fine all'inizio, i chilometri indicati sui vari segnali diminuiscono.
Fanno parte, assieme ai segnali di progressiva ettometrica, della categoria dei segnali di progressive distanziometriche, sottocategoria dei segnali di indicazione.

## Storia
Fino a prima del 1959 la funzione dei segnali di progressiva chilometrica era svolta dalle pietre miliari.
Nel Regolamento del Testo Unico del 1959 alla figura 103b è menzionato l'uso del segnale di conferma autostradale, costituito da un riquadro bianco sulla sinistra con riportata la distanza dal punto di origine della strada e da un rettangolo di colore blu con caratteri bianchi in cui è riportato il nome dell'uscita successiva con la relativa distanza in km.
Nella circolare del Ministero dei Lavori Pubblici n. 9540/1969 "Segnaletica autostradale" sono stati adottati segnali con funzione analoga da installare sullo spartitraffico. La principale novità riguarda la grafica: il colore di fondo del pannello di destra diventa verde e si aggiunge la possibilità di adottare un segnale a sviluppo verticale nel caso in cui lo spartitraffico sia di larghezza inferiore a 3 metri. Se il numero del chilometro termina con 0 la distanza indicata è quella relativa al prossimo capoluogo di regione o al capostrada; se termina con 3, 5 e 7 è indicata la distanza dalla successiva area di servizio o parcheggio; per tutte le altre cifre è indicata la distanza dall'uscita successiva.

La circolare n. 2730/1971 riconferma lo stesso segnale ma con cornice perimetrale nera e privo del pannello a fondo verde indicante le distanze.

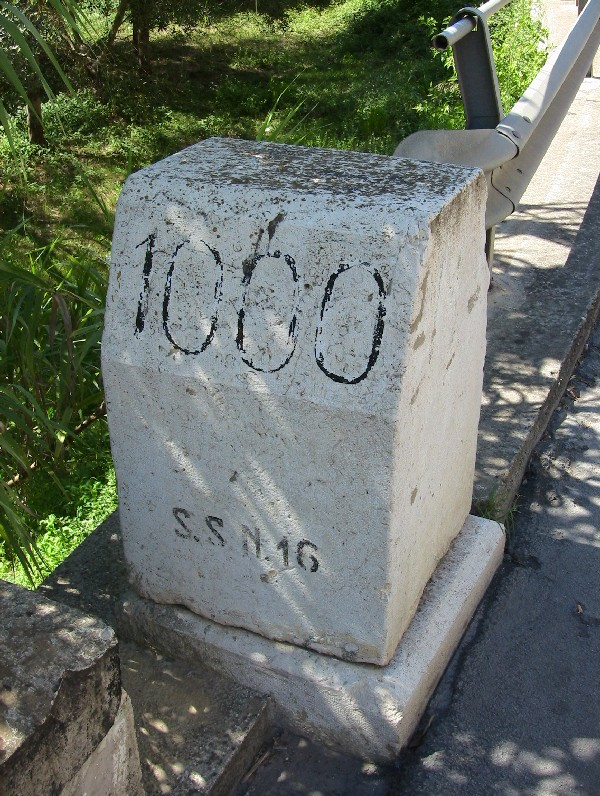
Vecchio cippo chilometrico ad Otranto

## Descrizione

Segnale di progressiva chilometrica autostradale

Si tratta di un segnale quadrato di colore bianco con scritto il chilometro attuale della strada.
Tale segnale è accompagnato dal segnale che identifica la strada se indica i chilometri di una strada statale, regionale, provinciale o comunale extraurbana.
Se il segnale indica i chilometri di un'autostrada il segnale è accompagnato da un segnale verde (posizionato a destra o sotto il segnale principale) indicante l'uscita successiva con la distanza rimanente se il chilometro termina con 1, 3, 4, 6, 7 o 9, la prossima area di servizio con la distanza rimanente se il chilometro termina con 2, 5 e 8 o il capostrada con la distanza rimanente se il chilometro termina con 0.

## Dimensioni
Per il segnale principale, cioè quello riportante il chilometro:
| Tipo di strada                                                           | Lato          | Altezza       |
| ------------------------------------------------------------------------ | ------------- | ------------- |
| Autostrade, strade extraurbane principali e strade urbane di scorrimento | 50 cm o 70 cm | 20 cm o 25 cm |
| Altre strade                                                             | 25 cm o 40 cm | 10 cm o 15 cm |

## Varianti

### Segnali di progressiva chilometrica con segnale di conferma

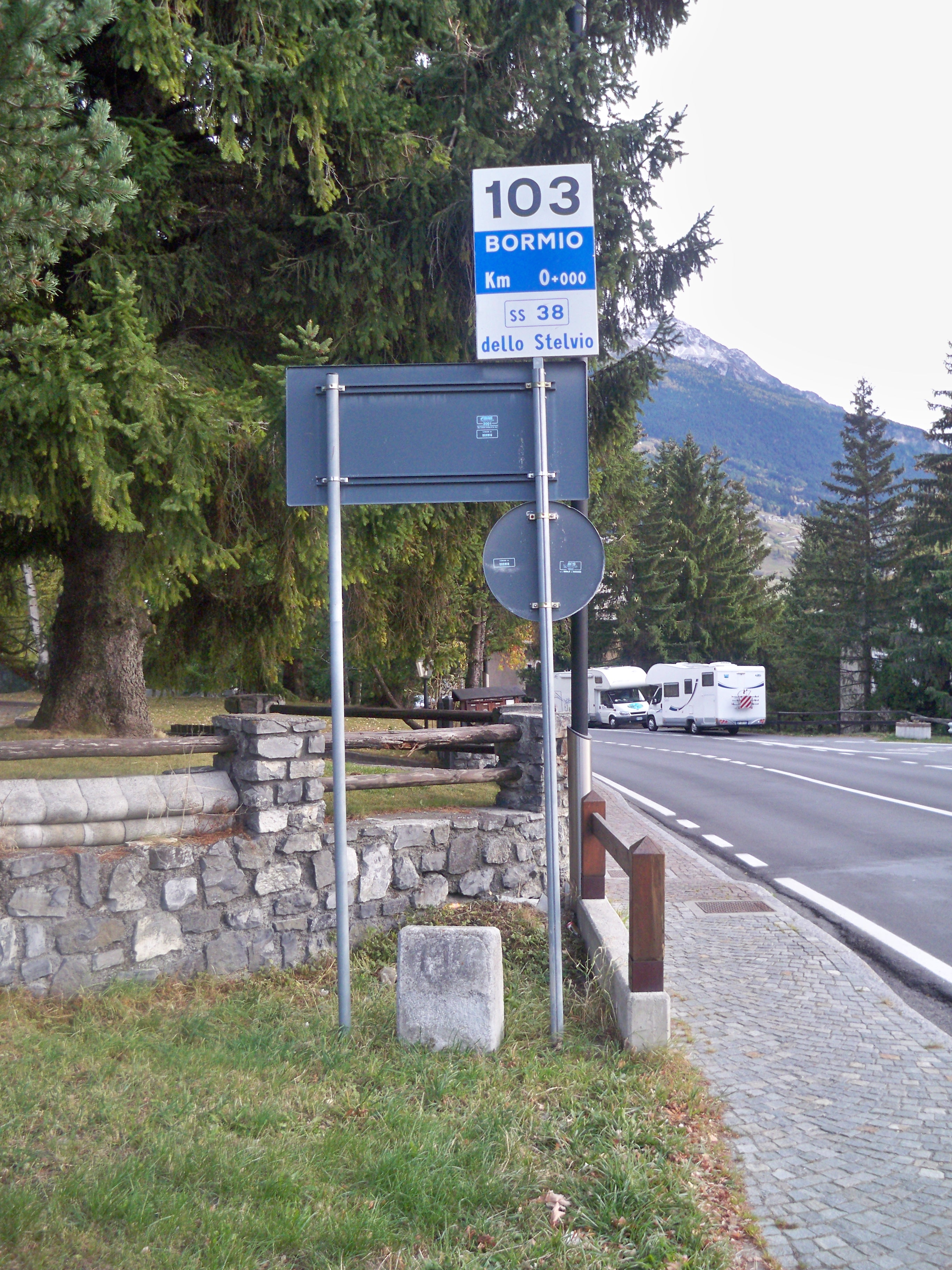
Segnale di progressiva chilometrica con segnale di conferma, ante riforma del 1992

Sono dei segnali composti che oltre ad integrare un segnale di progressiva chilometrica, integrano anche un segnale di conferma, cioè un segnale con le successive località raggiungibili tramite la strada oggetto del segnale.
L'organizzazione grafica del segnale può variare da strada a strada; la versione prevista dal codice della strada raffigura a titolo di esempio la strada statale 12 dell'Abetone e del Brennero (figura II 265 D.P.R. 16 dicembre 1992, n. 495 "Regolamento di esecuzione e di attuazione del nuovo codice della strada").

## Segnali di progressiva ettometrica

Segnale di progressiva ettometrica, posizionato al chilometro 24,800 della strada, anche scritto 24+800.

Cippo ettometrico sulla Via Salaria, Roma.

Per scandire la distanza dal punto di inizio di una strada, vengono utilizzati anche i segnali di progressiva ettometrica.
Questi segnali vengono posizionati ogni 100 metri e riportano un'indicazione su due righe, come ad esempio IX/17. Il segnale indica nella parte inferiore il chilometro dell'ultimo segnale di progressività chilometrica (se si percorre la strada dal punto di inizio) o del prossimo (se si percorre la strada dal punto di fine) e indica nella parte superiore gli ettometri in numeri romani della distanza dall'ultimo segnale (se si percorre la strada dal punto di inizio) o la distanza rimanente al prossimo segnale (se si percorre la strada dal punto di fine). Questi segnali sono posizionati su tutti i tipi di strade extraurbane la cui lunghezza sia tale da renderne opportuno l'uso.

### Dimensioni
| Tipo di strada                                                           | Lato  |
| ------------------------------------------------------------------------ | ----- |
| Autostrade, strade extraurbane principali e strade urbane di scorrimento | 25 cm |
| Altre strade                                                             | 20 cm |